# یواس‌اس چوینک (ای‌ام-۳۹)
یواس‌اس چوینک (ای‌ام-۳۹) (به انگلیسی: USS Chewink (AM-39)) یک زیردریایی بود که طول آن ۱۸۷ فوت ۱۰ اینچ (۵۷٫۲۵ متر) بود. این زیردریایی در سال ۱۹۱۸ ساخته شد.